# فريا (فظ)
فريا هي كانت أنثى فظ ظهرت على طول سواحل العديد من دول أوروبا الغربية (هولندا، ألمانيا، المملكة المتحدة، الدنمارك، السويد والنرويج) من أكتوبر 2021 حتى مقتلها في 14 أغسطس 2022. في ظهورها الأخير في النرويج كانت حديث وسائل التواصل والصحف هناك وأصبح النرويجيين يذهبون خصيصاً لرؤيتها وهي تسبح، أو تأكل الطعام، أو تنام أحياناً على متن القوارب الصغيرة التي تنكسر بفعل وزنها الضخم (نحو 600 كيلوغرام) حيث كان تختار بعض القوارب الصغيرة والبيضاء للجلوس عليها إذ تذكرها تلك القوارب بقطع الجليد الطافية في المياه القطبية وفقاً لخبيرة في معهد الدراسات البحرية النرويجي. وبسبب مخاوف تتعلق بسلامة الجمهور أعلنت السلطات النرويجة بأنها تدرس إمكان اللجوء إلى القتل الرحيم لفريا، وفي 14 أغسطس 2022 أقدمت السلطات النرويجية على قتل فريا وقال رئيس مديرية الثروة السمكية أجرينا تقييما لجميع الخيارات الممكنة وخلصنا إلى أننا لا نستطيع ضمان رفاهية الحيوان كما تمت مناقشة خيار نقل الحيوان ومع ذلك، كانت مخاطر مثل هذه العملية كبيرة للغاية.